# 칠갑산로
칠갑산로 (Chilgapsan-ro)는 충청남도 청양군 청양읍 장승 교차로와 목면 송용교를 잇는 충청남도의 도로이다. 목면 일부 구간을 제외하면 전구간 구도로에 해당하며, 본래 탄정삼거리(현 탄정교차로)에서 국도 제36호선이 경유하는 노선이었으나 2017년 대청로와 직결되는 청양~우성 간 도로(현 칠갑산1로)의 개통으로 청양군 대치면 탄정리~정산면~목면 대평리 구간은 일반국도 구간에서 제외되었다.

## 연혁
- 2009년 8월 25일: 1개 이상 시군에 걸쳐 있는 도로로 칠갑산로를 고시
- 2017년 1월 1일: 청양~정산~우성간 일반국도 36호선 확장 관계로 칠갑산로 탄정삼거리 ~ 가야미교차로 간의 도로관리기관이 논산국토관리사무소에서 청양군으로 변경, 국도 36호선에서 군도로 하향

## 주요 경유지
충청남도
- 청양군 (대치면 - 청양읍 -  정산면 - 목면)

## 노선
| 이름                      | 접속 노선                                         | 소재지 | 소재지 | 비고                  |
| ------------------------- | ------------------------------------------------- | ------ | ------ | --------------------- |
| 장승 교차로               | 국도 제36호선 (대청로)                            | 청양군 | 청양읍 |                       |
| 청송초등학교앞            | 구봉로 식물원길                                   | 청양군 | 청양읍 |                       |
| 송방사거리                | 충절로                                            | 청양군 | 청양읍 |                       |
| (이름 없음)               | 문화예술로                                        | 청양군 | 청양읍 |                       |
| 읍내사거리                | 중앙로                                            | 청양군 | 청양읍 |                       |
| 청양교사거리              | 청산로                                            | 청양군 | 청양읍 |                       |
| 청양교                    |                                                   | 청양군 | 청양읍 |                       |
| 교윌삼거리                | 국가지원지방도 제70호선 지방도 제645호선 (청신로) | 청양군 | 청양읍 | 지방도 제645호선 구간 |
| 탄정 교차로               | 국도 제36호선 (칠갑산1로) (대청로)                | 청양군 | 대치면 | 지방도 제645호선 구간 |
| 탄정교                    | 주전로                                            | 청양군 | 대치면 | 지방도 제645호선 구간 |
| 주정삼거리                | 지방도 제645호선 (까치내로)                       | 청양군 | 대치면 | 지방도 제645호선 구간 |
| 주정교 칠갑대교 제2대치교 |                                                   | 청양군 | 대치면 |                       |
| 대치터널                  |                                                   | 청양군 | 대치면 | 연장 455m             |
| 대치터널                  | 정산면                                            | 청양군 |        | 연장 455m             |
| 마치교                    |                                                   | 청양군 |        |                       |
| 천장삼거리                | 신덕길                                            | 청양군 |        |                       |
| 정산삼거리                | 효자길                                            | 청양군 |        |                       |
| 서정사거리                | 국도 제39호선 (충의로)                            | 청양군 |        |                       |
| 백광교                    |                                                   | 청양군 |        |                       |
| 지곡삼거리                | 큰백길                                            | 청양군 | 목면   |                       |
| 가야미 교차로             | 국도 제36호선 (칠갑산1로)                         | 청양군 | 목면   | 국도 제36호선 구간    |
| 안심 교차로               | 안심동길 안심길                                   | 청양군 | 목면   | 국도 제36호선 구간    |
| 본의천교                  |                                                   | 청양군 | 목면   | 국도 제36호선 구간    |
| 목면 교차로               | 무술길 본의길                                     | 청양군 | 목면   | 국도 제36호선 구간    |
| 송용교                    |                                                   | 청양군 | 목면   | 국도 제36호선 구간    |
| 공수원로와 직결           |                                                   |        |        |                       |

## 주요 건물 및 시설
- 청양군장애인재활근로센터 (칠갑산로 87/송방리 293-1)
- 청송초등학교 (칠갑산로 97/송방리 292-1)
- 경동택배 충남청양송방358영업소 (칠갑산로 147/송방리 358)
- 합동택배 충남청양송방358영업소 (칠갑산로 147/송방리 358)
- 청양훈요양병원 (칠갑산로 157/송방리 358-4)
- 청양중학교 (칠갑산로 179/송방리 133-1)
- 타이어프로 청양점 (칠갑산로 203/송방리 178-2)